# Volker Wulf
Volker Wulf (* 23. Februar 1962 in Iserlohn) ist ein deutscher Wirtschaftsinformatiker und seit 2002 Inhaber des Lehrstuhles für Wirtschaftsinformatik und Neue Medien an der Universität Siegen. Er gilt als einer der Mitbegründer der Disziplin Sozio-Informatik.

## Beruflicher Werdegang
Volker Wulf absolvierte ein Doppelstudium in Informatik und Betriebswirtschaftslehre an der RWTH Rheinisch-Westfälischen Technischen Hochschule Aachen und Universität Pierre und Marie Curie Paris VI. Seiner Promotion an der Universität Dortmund im Jahre 1996 folgten mehrere Gast- und Vertretungsprofessuren an der Universitäten Hamburg und Freiburg. Seiner Habilitation am Fachbereich Informatik der Universität Hamburg schloss sich 2001 ein Forschungsaufenthalt am Massachusetts Institute of Technology (MIT) in Cambridge (USA) an.
Seit 2002 ist Wulf Professor an der Universität Siegen und verantwortet gleichzeitig eine Forschungsgruppe am Fraunhofer-Institut für Angewandte Informationstechnik (FhG-FIT), Sankt Augustin. In den Jahren 2006/07 verbrachte er als Fulbright-Scholar ein Sabbatical an der University of Michigan in Ann Arbor und war Gastprofessor an der Stanford University Palo Alto, CA. Von 2011 bis 2019 war Wulf Dekan der Fakultät III Wirtschaftswissenschaften, Wirtschaftsinformatik und Wirtschaftsrecht der Universität Siegen, seit 2019 ist er als Prorektor für Digitales und Regionales an der Universität Siegen tätig.
Wulfs Forschungsschwerpunkte liegen im Bereich Computer Supported Cooperative Work (CSCW), Human Computer Interaction (HCI), Wissensmanagement (KM), Computer Supported Cooperative Learning (CSCL), Ubiquitous Computing und Participatory Design (PD). In diesen Forschungsfeldern hat er einen praxeologisch fundierten Ansatz der Sozio-Informatik entwickelt. Dabei werden empirische Arbeiten zur Untersuchung der Arbeits- und Lebenspraktiken im Anwendungsfeld, typischerweise basierend auf ethnographischen Forschungsmethoden, mit der beteiligungsorientierten Entwicklung innovativer Anwendungen verbunden. Die Untersuchung der Aneignung der neu gestalteten IT-Artefakte durch die Nutzer über einen längeren Zeitraum spielt eine zentrale Rolle im Gestaltungsprozess. Technologisch ergibt sich dabei ein besonderer Fokus auf flexiblen, durch Endbenutzer anpassbare Software-Architekturen.
2012 – 2020 war Wulf Gründungssprecher und Vorsitzender der European Society for Socially Embedded Technologies (EUSSET). 2018 wurde Wulf in die CHI Academy aufgenommen. 2022 wurde er in die Leibniz-Sozietät der Wissenschaften zu Berlin aufgenommen.
Die Publikationsliste von Volker Wulf umfasst etwa 350 größtenteils international begutachtete Veröffentlichungen, darunter die mitherausgegebenen Bücher Expertise Sharing: Beyond Knowledge Management und Social Capital and Information Technology (beide bei MIT Press, Cambridge, MA), sowie „End User Development“(Springer Dordrecht) und Socio-Informatics (Oxford University Press, Oxford).

## Arbeiten zur Sozio-Informatik
Volker Wulf wissenschaftlicher Werdegang war zunächst beeinflusst durch den Diskurszusammenhang im Forschungsfeld Informatik und Gesellschaft (I&G). Diese vorwiegend deutschsprachig orientierte Community hatte schon in den 1970er Jahren begonnen, die stürmische Entwicklung der Informatik kritisch, interdisziplinär und in einem gestaltungsorientierten Sinne zu hinterfragen.
Ab 1994 baute Wulf den Projektbereich Software-Ergonomie und Computer Supported Cooperative Work (ProSEC) am Institut für Informatik der Universität Bonn auf. Die Erforschung von IT-Anwendungen zur Unterstützung kooperativer Arbeit, beispielsweise beim verteilten Regieren zwischen Berlin und Bonn oder der Instandhaltung eines Stahlwerks, ließ ihn Teil der sich formierenden europäischen Community im Forschungsfeld Computer Supported Cooperative Work (ECSCW) werden. Das sich dort entwickelnde Forschungsparadigma der Verbindung empirisch ethnographischer Untersuchungen mit der Gestaltung innovativer IT-Artefakte hat seine wissenschaftliche Positionierung maßgeblich geprägt.
Zur institutionellen Absicherung und Entwicklung dieses Forschungsprogramms gründete Wulf zusammen mit Kollegen, insb. Markus Rohde, Volkmar Pipek, und Gunnar Stevens, das Internationale Institut für Sozio-Informatik (IISI), Bonn.
Mit seiner Berufung an die Universität Siegen (2002) und dem Engagement am Fraunhofer FIT (seit 2000) ging eine thematische Ausweitung und inhaltliche Vertiefung des sozio-informatischen Forschungsprogramms einher. Es entstanden Untersuchungen zur IT-technischen Unterstützung wissensintensiver Arbeit, energieeffizienter Produktion, kollektiver Mobilität, nachhaltigen Lebens, gesunden Alterns, gesellschaftlicher Inklusion und politischem Aktivismus. In diesen Fallstudien war Wulfs Erkenntnisinteresse zu explorieren, wie eine geeignete Gestaltung innovative Technologien in ihrer Aneignung im Nutzungskontext zur Lösung gesellschaftlicher Problembereiche beitragen könnte.
Die zunehmende Anzahl an Fallstudien inspirierte zu einer vergleichenden Analyse und darauf aufbauenden Konzeptbildungen. Es entstanden forschungsmethodische Konzeptionen wie „Integrierte Organisations- und Technikentwicklung“ und „Designfallstudien“ als Elemente des „Grounded Design“ Frameworks sowie „PraxLabs“ und „come_IN Computer Clubs“ zur Beschreibung nachhaltiger Forschungsinfrastrukturen in Praxis. Das Lebenspraktiken entwickelnde Erlernen des Umgangs mit neuen IT-Artefakten wurde als „Aneignung“ im Kontext eines gestaltungsorientierten „Infrastructuring“ Prozesses konzipiert. Die dazu notwendige technische Flexibilität der IT-Artefakte als „End User Development“ systematisch untersucht.
In den letzten Jahren beschäftigt sich Wulf kritisch mit solchen Geschäftsmodellen in der IT-Industrie, die auf Überwachung und Verhaltensmanipulation ihrer Nutzer basieren, und untersucht Gegenkonzeptionen wie beispielsweise regional-verankerte Innovations-Eco-Systeme.

## Veröffentlichungen (Auswahl)
- Volker Wulf; Volkmar Pipek; Dave Randall, Markus Rohde; Kjeld Schmidt; Gunnar Stevens (eds): Socio Informatics – A Practice-based Perspective on the Design and Use of IT Artefacts, Oxford University Press, Oxford 2018
- Henry Lieberman; Fabio Paternó; Volker Wulf (eds): End User Development, Springer, Dordrecht 2006
- Marleen Huysman; Volker Wulf (eds): Social Capital and Information Technology, MIT-Press, Cambridge, MA 2004
- Mark Ackerman, Volkmar Pipek, Volker Wulf (eds.): Sharing Expertise: Beyond Knowledge Management, MIT-Press, Cambridge, MA 2003
- Volker Wulf; Markus Rohde; Volkmar Pipek; Gunnar Stevens: Engaging with Practices: Design Case Studies as a Research Framework in CSCW, in: Proceedings of ACM Conference on Computer Supported Cooperative Work (CSCW 2011), ACM-Press, New York 2011, 505-512
- Markus Rohde, Peter Brödner, Gunnar Stevens, Volker Wulf: Grounded Design: A Praxeological IS Research Perspective, in: Journal of Information Technology (JIT), Vol. 32, No. 2, 2017: 163-179
- Volkmar Pipek; Volker Wulf: Infrastructuring: Towards an Integrated Perspective on the Design and Use of Information Technology, in: Journal of the Association of Information System (JAIS), Vol. 10, Issue 5, May 2009, 306-332
- Gunnar Stevens; Volker Wulf: Computer-Supported     Access Control, in: ACM Transactions on Computer Human Interaction (ToCHI), Vol. 16, Issue 3, 2009, Article 12
- Volker Wulf; Volkmar Pipek; Markus Won: Component-based Tailorability: Towards Highly Flexible Software Applications, in: International Journal on Human-Computer Studies (IJHCS), Vol. 66, No. 1,     2008, 1 – 22
- Volker Wulf; Konstantin Aal; Ibrahim Abu Kteish; Meryam Atam; Kai Schubert; George Yerousis; David Randall, Markus Rohde: Fighting against the Wall: Social Media use by Political Activists in a Palestinian Village in: Proceedings of ACM Conference on Computer Human Interaction (CHI 2013), ACM-Press, New York 2013, 1979-1988
- Niko Castelli, Aparecido Fabiano Pinatti de Carvalho, Nico Vitt, Sebastian Taugerbeck, Dave Randall, Peter Tolmie, Gunnar Stevens, Volker Wulf: On technology-assisted energy saving: challenges of digital plumbing in industrial settings, in: Human Computer Interaction (HCI), Vol. 37, No. 4, 341-369
- Marvin Landwehr, Alan Borning, Volker Wulf: Problems with surveillance capitalism and possible alternatives for IT infrastructure, in: Information, Communication & Society, Vol. 26, No. 1, 2023, 70-85
- Krüger, Max; Gerbracht, Marc; Vitt, Nico; Kudic, Muhamed; Ahmadi, Michael; Boden, Alexander; Offergeld, Felicitas; Stein, Martin; Kotthaus, Christoph; Unbehaun, David; Wulf, Volker: Travelling Artefacts: Lessons Learned from Interventions in a Regional Innovation Ecosystem, in: Reports of the European Society for Socially Embedded Technologies, DOI:10.48340/ecscw2022_ep06